# RK Zagreb
Rukometni Klub Zagreb é um clube de handebol de Zagreb, Croácia. O clube foi fundado em 1922, competindo inicialmente na liga local. Foi o campeão europeu por duas vezes.

## Títulos

### EHF
- 1992, 1993

### Liga Croata
- 25 vezes:  1991, 1992, 1993, 1994, 1995, 1996, 1997, 1998, 1999, 2000, 2001, 2002, 2003, 2004, 2005, 2006, 2007, 2008, 2009, 2010, 2011, 2012, 2013, 2014, 2015

### Copa Croata
- 23: 1991, 1992, 1993, 1994, 1995, 1996, 1997, 1998, 1999, 2000, 2003, 2004, 2005, 2006, 2007, 2008, 2009, 2010, 2011, 2012, 2013, 2014, 2015

## Ligações Externas
- Sítio Oficial
- página na EHF